# Edwardsia japonica
Edwardsia japonica is een zeeanemonensoort uit de familie Edwardsiidae. De anemoon komt uit het geslacht Edwardsia. Edwardsia japonica werd in 1931 voor het eerst wetenschappelijk beschreven door Carlgren. 